# Ahmet Necdet Sezer
Ahmet Necdet Sezer, né le 13 septembre 1941 à Afyonkarahisar, est un magistrat et homme d'État turc.
Il est président de la Cour constitutionnelle entre 1998 et 2000, puis président de la République jusqu'en 2007.

## Biographie

### Études et carrière
Il naît en 1941 à Afyonkarahisar, dans le centre ouest de l'Anatolie. Seul garçon d'une fratrie de quatre enfants, il est le fils d'Ahmet Hamdi Sezer, professeur, et Hatice Sezer, femme au foyer.
Il accomplit ses études primaires et secondaires dans sa ville natale. Il les achève en 1958 et s'inscrit alors à l'université d'Ankara où il étudie le droit pendant quatre ans. En 1962, il postule à un poste de juge dans la capitale turque, puis il réalise son service militaire, qu'il termine avec le grade de sous-lieutenant rattaché à l'Académie militaire turque (KHO).
Le 7 mars 1983, il est élu juge à la Cour de cassation.

### Juge constitutionnel
Sur proposition de la juridiction judiciaire suprême, le président de la République Kenan Evren le désigne pour siéger à la Cour constitutionnelle. Il entre en fonction le 27 septembre 1988, à l'âge de 47 ans.
Il en est désigné président le 6 janvier 1998. À peine dix jours plus tard, la cour décide de la dissolution du Parti du bien-être (Refah), formation islamiste de Necmettin Erbakan, qui avait été contraint à la démission par un mémorandum de l'armée en 1997.

### Président de la République

#### Élection présidentielle
En 2000 doit se tenir l'élection présidentielle pour remplacer Süleyman Demirel, élu en 1993. Les trois partis de la coalition au pouvoir depuis 1999, le Parti démocratique de la gauche (DSP), le Parti d'action nationaliste (MHP) et le Parti de la mère patrie (ANAP), ne trouvent pas d'accord sur un candidat commun et finissent par proposer, avec les leaders d'opposition parti de la vertu et parti de la juste voie, le 25 avril 2000, le nom de Sezer.
Même si ces trois formations gouvernementales ne disposent pas de la majorité des deux tiers à la Grande Assemblée nationale de Turquie, ils comptent en principe 351 parlementaires et deux formations d'opposition ont 196 parlementaires. Au premier tour de scrutin le 27 avril, il ne recueille que 281 suffrages (il y avait beaucoup de candidats parlementaires pour la présidence). Il atteint 314 voix le 1er mai, puis 330 voix lors du troisième tour (où 276 voix suffisaient) le 5 mai.
Le 16 mai 2000, Ahmet Necdet Sezer prête serment à 58 ans comme président de la république de Turquie. Il est alors le premier chef de l'État turc élu par le parlement à ne pas appartenir à un parti politique depuis Fahri Korutürk, en 1973.

#### Ferme sur les principes de la République

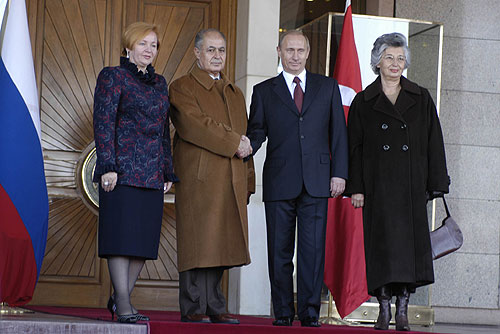
Le président Sezer reçoit le président russe Vladimir Poutine à Ankara en 2004.

Au début de son mandat, il critique le gouvernement que mène Bülent Ecevit, empêtré dans des accusations de corruption, puis mis en grande difficulté en 2001 par la grave crise économique qui frappe le pays.
La Grande Assemblée nationale vote sa dissolution le 31 juillet 2002 et convoque des élections législatives anticipées le 3 novembre. Ce scrutin voit le Parti de la justice et du développement (AKP) remporter une majorité absolue des sièges. Le président général de l'AKP Recep Tayyip Erdoğan étant inéligible, il ne peut prendre la direction de l'exécutif. En conséquence le 16 novembre Sezer appelle Abdullah Gül à former le gouvernement. Celui-ci présente son équipe deux jours plus tard.
L'AKP adopte alors un amendement constitutionnel le 13 décembre afin de redonner ses droits politiques à son chef, mais le président de la République y oppose son véto cinq jours plus tard. Les parlementaires outrepassent cette opposition présidentielle et le chef de l'État promulgue le texte sans recourir au référendum. Ainsi, Gül démissionne le 11 mars 2003 et Sezer appelle Erdoğan, élu parlementaire deux jours plus tôt au cours d'un scrutin partiel, à diriger le pays. Il lui présente son premier cabinet le 14 mars, dans lequel Gül est chef de la diplomatie.
Il s'opposera ensuite à de nombreuses lois qui selon lui menaceraient la laïcité de l'État, en faisant régulièrement usage de son droit de veto. À chaque fois que l'Assemblée passe outre son veto par un second vote en termes identiques, il défère le projet de loi contesté à la Cour constitutionnelle, qui lui donne chaque fois raison et annule le processus législatif. Il est pour l'adhésion de la Turquie à l'Union européenne et a reçu tous les chefs d'État européens à sa résidence pour un dîner officiel.
Considérant que nulle femme ne doit porter le voile par contrainte, il a toujours interdit aux femmes de ministres portant le voile de se rendre à des cérémonies et dîners officiels.

#### Une succession complexe
Le terme de son mandat est prévu le 16 mai 2007 et la Constitution limite à un seul le nombre de mandats présidentiels. Le premier tour de l'élection est donc convoqué le 27 avril, mais la possibilité qu'un président issu d'un parti islamiste soit élu déclenche d'importantes manifestations. Le candidat de l'AKP, Abdullah Gül, reçoit 352 votes, mais le 1er mai 2007 la Cour constitutionnelle affirme que ce vote doit être recommencé puisque le quorum est de 367 députés. Le second premier tour a lieu le 6 mai et seuls 358 parlementaires sont effectivement présents.
La présidentielle est alors reportée et le 10 mai, Recep Tayyip Erdoğan convoque des élections législatives anticipées le 22 juillet ainsi qu'un référendum constitutionnel. Le mandat du chef de l'État sortant est alors prorogé.
Bien que l'AKP ait remporté une majorité moindre à la Grande Assemblée nationale, le MHP, qui n'était pas présent dans le Parlement sortant, présente également un candidat à la présidence de la République, permettant d'atteindre le quorum des deux tiers des présents aux deux premiers votes. Finalement, Gül est élu le 28 août par 339 voix.